# Bonosari
Bonosari is een bestuurslaag in het regentschap Kebumen van de provincie Midden-Java, Indonesië. Bonosari telt 1851 inwoners (volkstelling 2010).